# Samy Mansour
Samy Mansour (ar. سامى منصور; ur. 17 października 1949) – egipski piłkarz grający na pozycji środkowego obrońcy. W swojej karierze grał w reprezentacji Egiptu.

## Kariera klubowa
W swojej karierze klubowej Mansour grał w klubie Zamalek SC.

## Kariera reprezentacyjna
W 1980 roku Mansour został powołany do reprezentacji Egiptu na Puchar Narodów Afryki 1980. Na tym turnieju rozegrał jeden mecz grupowy, z Nigerią (0:1). Z Egiptem zajął 4. miejsce w tym turnieju.